# 카르다누스 술키토락스
카르다누스 술키토락스(Cardanus sulcithorax)는 사슴벌레과에 속하는 곤충이며, 타이, 말레이반도, 자와섬, 필리핀에서 주로 서식한다. 1831년 막시밀리안 페르티에 의해 현재의 학명인 Cardanus sulcithorax가 붙었다. 종소명 "sulcithorax"는 '갈라진 가슴'이라는 뜻이며, 그 뜻대로 이 사슴벌레의 앞가슴등판은 세로로 패여 있다.